# Альтаміра (печера)
Альтамі́ра (ісп. La cueva de Altamira) — печера в Іспанії з поліхромним кам'яним живописом епохи пізнього палеоліту. Розташована поблизу Сантіяна-дель-Мар у Кантабрії, Іспанія, за 30 км на захід від міста Сантандер. Це частина печерного комплексу Альтаміра та палеолітичного печерного мистецтва на узбережжі Кантабрії, оголошена об'єктом світової спадщини ЮНЕСКО з 1985 року. У 2008 році цю номінацію було поширено на 17 інших печер у Країні Басків, Астурії та самій Кантабрії, перейменувавши цю групу на «Печера Альтаміра та палеолітичне печерне мистецтво на півночі Іспанії» (Cueva de Altamira y arte rupestre paleolítico de la cornisa cantábrica).
Розписи та гравюри печери належать до палеоліту, переважно, до мадленського та солютрейського періодів і, деякі, до граветтського та початку оріньякського. Це дало змогу прояснити, що печера використовувалася впродовж кількох періодів за 22 000 роки заселення, приблизно від 36 500 до 13 000 років тому, коли головний вхід печери був закритий зсувом.
Стосовно поліхромної стелі, то її описують як «Сікстинську капелу» печерного мистецтва: «…найнадзвичайніший прояв цього палеолітичного мистецтва…», «…перша прикрашена печера, яка була відкрита і яка продовжує залишатися найрозкішнішою» і «…якщо [палеолітичний] печерний живопис є прикладом великої художньої здібності, печера Альтаміра являє його найвидатніший твір».

## Опис
Печера завдовжки 270 м має серію подвійних коридорів і зал. Розташована на схилі невеликого вапнякового пагорба пліоценового походження, з входом на висоті 156 м над рівнем моря і приблизно на 120 метрів над річкою Сая, яка протікає приблизно за два кілометри від печери. На час створення картин у Великій кімнаті печера була на 8 або 10 км далі, ніж сьогодні, оскільки Біскайська затока мала нижчий рівень. Ця ситуація, мабуть, була доброю для мисливців, оскільки вона дозволяла їм домінувати на протяжній місцевості та одночасно мати притулок.
Приблизно 13 000 років тому вхід до печери обвалився, дозволивши зберегти її малюнки та саму археологічну ділянку. У розкопках ідентифіковані щонайменше п'ять важливих зсувів всередині печери.
Печера відносно невелика, всього 270 метрів завдовжки. Являє собою галерею з невеликою кількістю розгалужень і закінчується довгим вузьким ходом, яким важко просуватися. Визначено кілька зон, які, хоча не всі з них мають власні узгоджені назви, зазвичай згадуються як: «Вестибюль», «Велика кімната поліхромів», «Велика кімната тектіформів (контурних малюнків)», «Галерея», «Кімната чорного бізона», «Зал отвір» і «Кінський хвіст». Головна зала (Велика кімната поліхромів) завдовжки 18 м і від 2 до 6 м заввишки. Температура 13,5-14,5 °C і вологість повітря у Великій кімнаті печери залишаються більш-менш постійними протягом року. Дослідження складу породи печери показало, що це однорідний компактний і дрібно кристалізований вапняк однорідного коричнево-жовтого забарвлення; деякі неправильні, темно-коричнево-жовті ділянки, схожі на плями, складаються з кальциту, які містять сидерит. Вапняк майже чистий, з мінімальним доломітовим компонентом — з часткою магнію не вище 1,3 %.
Деякий час у печері ніхто не жив, крім тварин. Стиль значної частини малюнків належить до так званої «франко-кантабрійської школи», яка характеризується реалістичністю зображених фігур. Печера містить поліхромні розписи, гравюри, чорні, червоні та охристі розписи. Малюнки являють собою зображення бізонів, коней, кабанів, відбитки людських долонь, антропоморфні фігури, абстрактні та нефігуративні малюнки. Вони виконані вугіллям, вохрою, гематитом та іншими природними фарбами. Малюнки розташовані на стелі та стінах не тільки головного залу, але і в головному коридорі та інших залах. Стародавні художники використовували природні контури стіни для створення тривимірного ефекту, можливо, це було пов'язано з їхнім релігійним поглядом на світ. Схожі зображення є в печерах Скандинавії і Північної Італії.
Важко зрозуміти, як використовувалися житлова зона та поліхромна кімната, тому печера демонструє майже безперервний візерунок під час розписів. Під час розкопок було виявлено принаймні п'ять серйозних обвалів печери, останній з яких відбувся 12 тисяч років тому. Незначні обвали тривали, одна ледь не поранила дослідників під час розкопок у 1920-х роках.

### Вестибюль
Це велика зала, яка освітлювалася природним світлом до того, як вхід у печеру обрушився. Це було особливою частиною печери, населеної поколіннями з початку верхнього палеоліту, або, принаймні, це залишки, які залишилися від притулку, який, швидше за все, був звичним місцем проживання мешканців печери. Там були знайдені цікаві предмети, які допомогли зрозуміти спосіб життя печерних людей.

### Велика зала поліхромів
«Велика кімната», «Велика зала», «Зал тварин», «Велика стеля», «Кімната фресок» та багато інших назв отримала друга кімната галереї, яка містить велику групу поліхромних картин. Її склепіння продовжує зберігати свою довжину 18 м і ширину 9 м, але її початкова висота (між 190 і 110 см) збільшилася за рахунок зниження підлоги, щоб полегшити комфортне розглядання картин, хоча свідчення початкової висоти було збережено.

### Інші зали
Інші зали і коридори, в яких також є менш важливі мистецькі твори, знаходяться поза досяжністю сонячного світла, тому вся діяльність здійснювалася при штучному освітленні, хоча жодних залишків звичного заняття не виявлено, лише спорадичний доступ.

### Датування та періодизація
Загалом мистецтво франко-кантабрійського регіону входить до верхнього палеоліту, хоча необхідно розрізняти іберійський верхній палеоліт і кантабрійський верхній палеоліт. Немає згоди щодо датування різних знайдених археологічних предметів або картин, де використані результати різних методів і науковців. У списку дат, які пропонуються в спеціальній літературі, необхідно враховувати не тільки різні значення, але й різні виміряні змінні: дати загального та локального художніх періодів, дати заселення печери, дати створення розписів різними методами, датування археологічних фрагментів тощо.
Іншим фактором, який міг призвести до плутанини, було те, що велика кількість науковців вважала, що картини, які не можна було точно датувати наприкінці XX століття, вважалися класичними лише солютрейськими та магдаленськими. Проте, коли ці картини надалі були вивчені зі стилістичної точки зору, вони були включені до граветського періоду, відсуваючи першу дату проживання приблизно на 4000 років назад.
У 2012 році було опубліковано дослідження, яке датує по-іншому кілька малюнків у деяких північних печерах, у тому числі один із знаків у формі булави у Великій кімнаті, що відкинуло датування перших робіт до оріньякського, а у випадку з Альтамірою, за 35 600 років до теперішнього часу, прямо на початку заселення півночі півострова сучасними людьми, що вперше поставило під сумнів можливе походження малюнків від сучасних людей, а обговорює можливість авторства неандертальців.

## Відкриття і перші дослідження

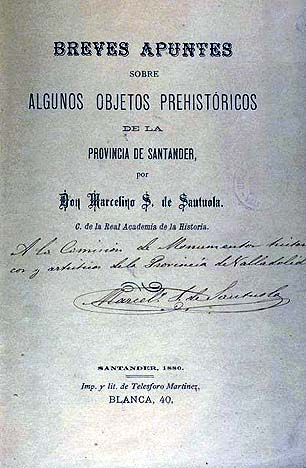
Перша публікація про Альтаміру

Печеру Альтаміра випадково відкрив у 1868 році астурійський ткач на ім'я Модесто Кобійєс (ісп. Modesto Cobielles Pérez), який знайшов вхід під час полювання, намагаючись звільнити свою собаку, яка опинилася в пастці між тріщинами скель під час переслідування здобичі. Коли Кобійєс пішов визволяти собаку, він побачив, що тріщина, де тварина потрапила в пастку, насправді була входом до печери. У той час, новина про відкриття печери не мала найменшого значення серед околиць цього району, оскільки це карстовий край, який характеризувався вже тисячами відомих печер, тому відкриття ще однієї не означало якусь новину.
Кобійєс повідомив про це Марселіно Санс де Саутуолу, багатого місцевого землевласника та «простого шанувальника» палеонтології, на фермі якого він був робітником, зокрема виконував обрізку дерев. Однак де Саутола не відвідував печеру принаймні до 1875 року, і, швидше за все, до 1876 року. Тоді він розгледів деякі абстрактні знаки, такі як повторювані чорні смуги, яким він не надав жодного значення, оскільки вони не вважалися людською працею. Через три чи чотири роки, влітку 1879 року, Саутуола вдруге повернувся до Альтаміри, цього разу в супроводі своєї п'ятирічної доньки Марії Санс де Саутуоли-і-Ескаланте. Він був зацікавлений у розкопках входу до печери з метою знайти деякі залишки кісток і кремінних знарядь, такі, як ті предмети, які він бачив на Всесвітній виставці в Парижі в 1878 році. Саме його донька побачила на стелі печери намальовані фігурки бізонів.
Печера була розкопана Саутуолою та Хуаном Віланова-і-П'єра — археологом із Мадридського університету. Наступного, 1880 року, Саутуола опублікував коротку брошуру під назвою «Короткі нотатки про деякі доісторичні об'єкти з провінції Сантандер», де відніс малюнки до епохи палеоліту. У брошурі він доводив доісторичне походження картин і надав графічне відтворення. Він представив свою роботу професору геології Мадридського університету Хуану Віланові, який прийняв її благосклонно. Незважаючи на це, думку Саутуоли не прийняли французи Картайяк, Мортійє і Арле, найдосвідченіші науковці в доісторичних і палеонтологічних дослідженнях Європи. Саутуолу звинуватили у фальсифікації малюнків, поки пізніше не були відкриті печерні розписи в інших місцях, але до цього часу Саутуола вже помер.
Малюнки Альтаміри були першим великомасштабним доісторичним живописним ансамблем, відомим на той час, але таке викликало суперечки щодо прийнятих підходів у доісторичній науці того часу. Новизна відкриття була настільки дивною, що викликала логічну недовіру науковців. Окрім підозри, що малюнки намалював Саутуола між двома візитами до печери, було припущення, що все це намалював французький художник, який зупинявся в будинку Саутуоли, при цьому більшість французьких експертів вважали Саутуолу одним із обдурених. Реалістичність печерних сцен викликала спочатку дискусію щодо їхньої автентичності. Еволюціонізм у застосуванні до людської культури привів до висновку, що стародавні та дикі племена не повинні були мати мистецтва і що відтоді до сьогодення існував би безперервний прогрес. За логікою, якщо мистецтво є символом цивілізації, воно повинно було з'явитися на останніх стадіях розвитку людства, а не у диких народів кам'яної доби.
Ані палкий захист Віланови на Міжнародному конгресі антропології та археології, який відбувся в Лісабоні в 1880 році, ані завзяття Саутуоли не запобігли дискваліфікації Альтаміри. Але відомий гуманіст і ліберальний політик із Севільї, Мігель Родрігес Феррер, опублікував статтю в престижному іспанському виданні La Ilustración Española y Americana (1880), підтверджуючи автентичність картин і підкреслюючи їхню величезну цінність. Гінер де лос Ріос, як директор Institución Libre de Enseñanza, замовив дослідження географу Рафаелю Торресу Кампосу та геологу Франсіско Кіроги, які подали несприятливий звіт, який опублікували в бюлетені установи. Опозиція ставала все більш масовою. В Іспанії на сесії Іспанського товариства природної історії 1 грудня 1886 року директор Національного мідьориту проказав: «(…) такі картини не мають символів мистецтва кам'яної доби, ані архаїчного, ані ассирійського, ані фінікійського, а лише вираз, який дав би пересічний учень сучасної школи.»
Саутуола та його кілька послідовників боролися проти цього. Смерть Саутуоли в 1888 році та Віланови в 1893 році, які втратили довіру, здавалося, остаточно визначила зображення в Альтамірі як шахрайство.
Однак цінність печери підтверджувалася частими знахідками інших подібних предметів переносного мистецтва в численних європейських печерах. Наприкінці XIX століття, головним чином у Франції, були виявлені печерні малюнки, які, безсумнівно, були пов'язані зі статуетками, рельєфами та вигравіруваними кістками, які з'явилися на усіх археологічних рівнях палеоліту, разом із рештками тварин, які зникли з фауни півострова, таких як мамонти, північні олені, бізони та інші. Французький дослідник Анрі Брей (Henri Breuil) представив свої роботи на тему «Тім'яне мистецтво» на конгресі Французької асоціації сприяння розвитку наук у 1902 році, що спричинило суттєві зміни у менталітеті тогочасних археологів.

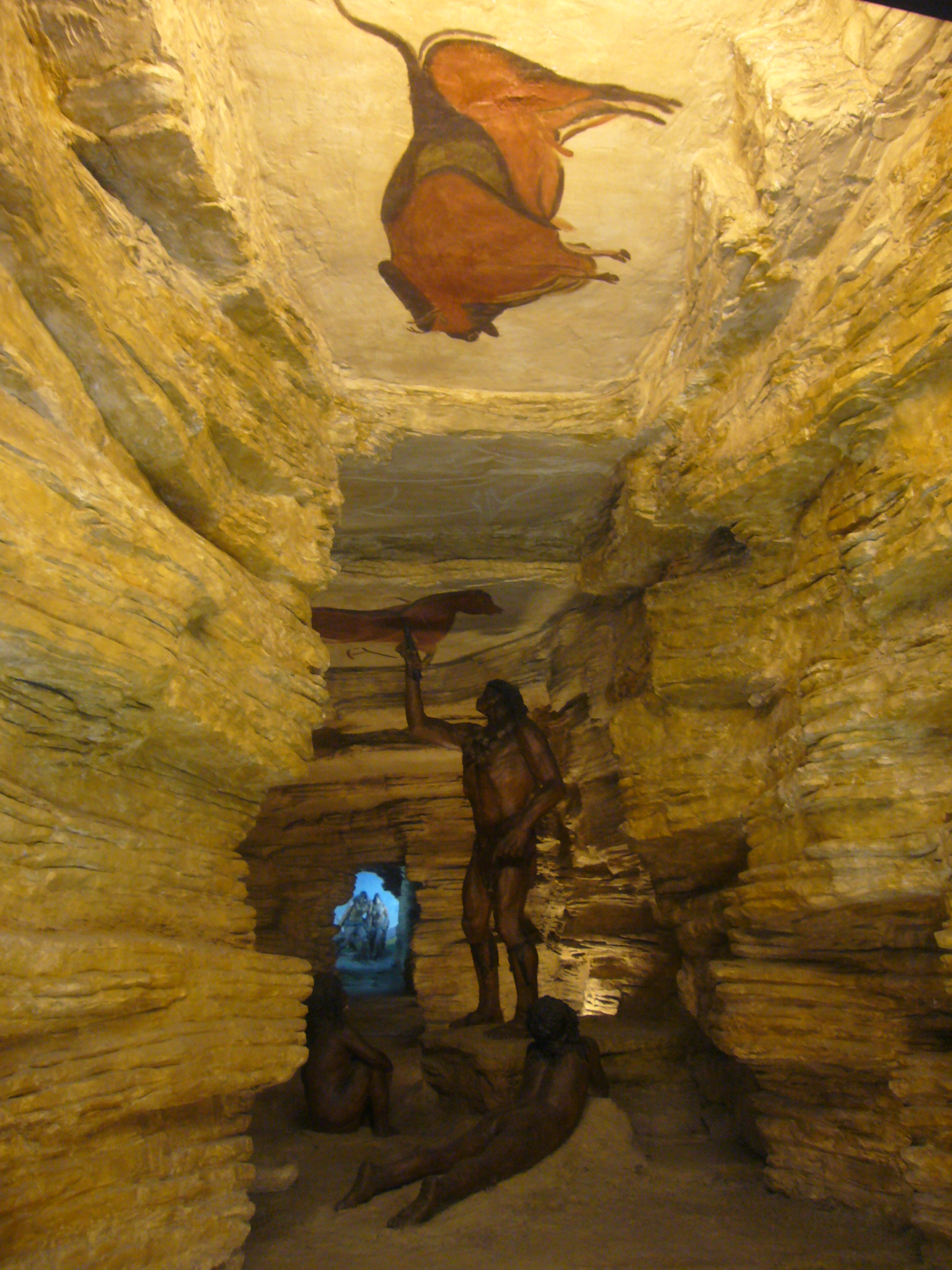
Діорама Кова д'Альтаміра, робота скульптора Жозепа Фонта. Вона була частиною виставки, організованої Пере Бошем і Гімперою в підвалі Національного палацу з нагоди Барселонської міжнародної виставки 1929 року. Зараз експонується в Музеї археології Каталонії в Барселоні

Еміль Картаяк був одним із найбільших супротивників автентичності Альтаміри, але відкриття гравюр і картин 1895 року у французьких печерах Ла-Мут, № 7 Комбарель і Фон-де-Гом, змусило його переглянути свою позицію. Після відвідування печери він написав статтю, опубліковану в журналі L'Antropologie (1902) під назвою «Печера Альтаміри. Моя провина скептика» (фр. La grotte d' Altamira. Mea culpa d'un sceptique). Ця стаття призвела до загального визнання палеолітичної природи живопису Альтаміри.
Коли автентичність картин була встановлена, почалася дискусія про саму роботу. Розбіжності між дослідниками зосереджувалися навколо хронологічної точності, призначення та його художньої та археологічної цінності. Ці проблеми торкнулися не лише печери Альтаміра, але й усього виявленого печерного мистецтва.

## Подальші дослідження
Розкопки в печері надалі проводилися в 1902—1904, 1924—1925 та 1981 роках.
У 1960-1970-х роках печеру відвідала величезна кількість туристів, до 1500 осіб на день. Це призвело до того, що на малюнках була виявлена пліснява від вогкості. Влада закрила печеру на реставрацію в 1977 році і знову відкрила в 1982 році, однак різко обмеживши туди доступ до ~ 20 осіб на день. Черги на відвідування доводилося чекати до трьох років.
У 2002 році, після виявлення плісняви на малюнках у головному залі, печера була закрита для відвідувань.
У червні 2010 року міністр культури Іспанії Анхелес Гонсалес-Сінді оголосила, що в 2011 році печеру буде знову відкрито.
У 2001 році в музейному комплексі Альтаміра, розташованому поруч із печерою, були відкриті копії знаменитого живописного панно Великого плафона, а також деяких інших зображень печери, що дозволяє ознайомитися з малюнками, не відвідуючи печеру. Інші копії малюнків Альтаміри містяться в Національному археологічному музеї Іспанії в Мадриді, Німецькому музеї в Мюнхені та в Японії.

## Галерея

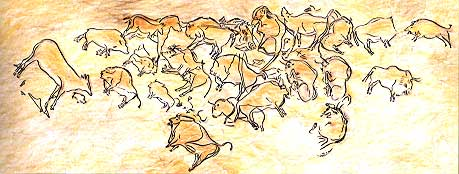
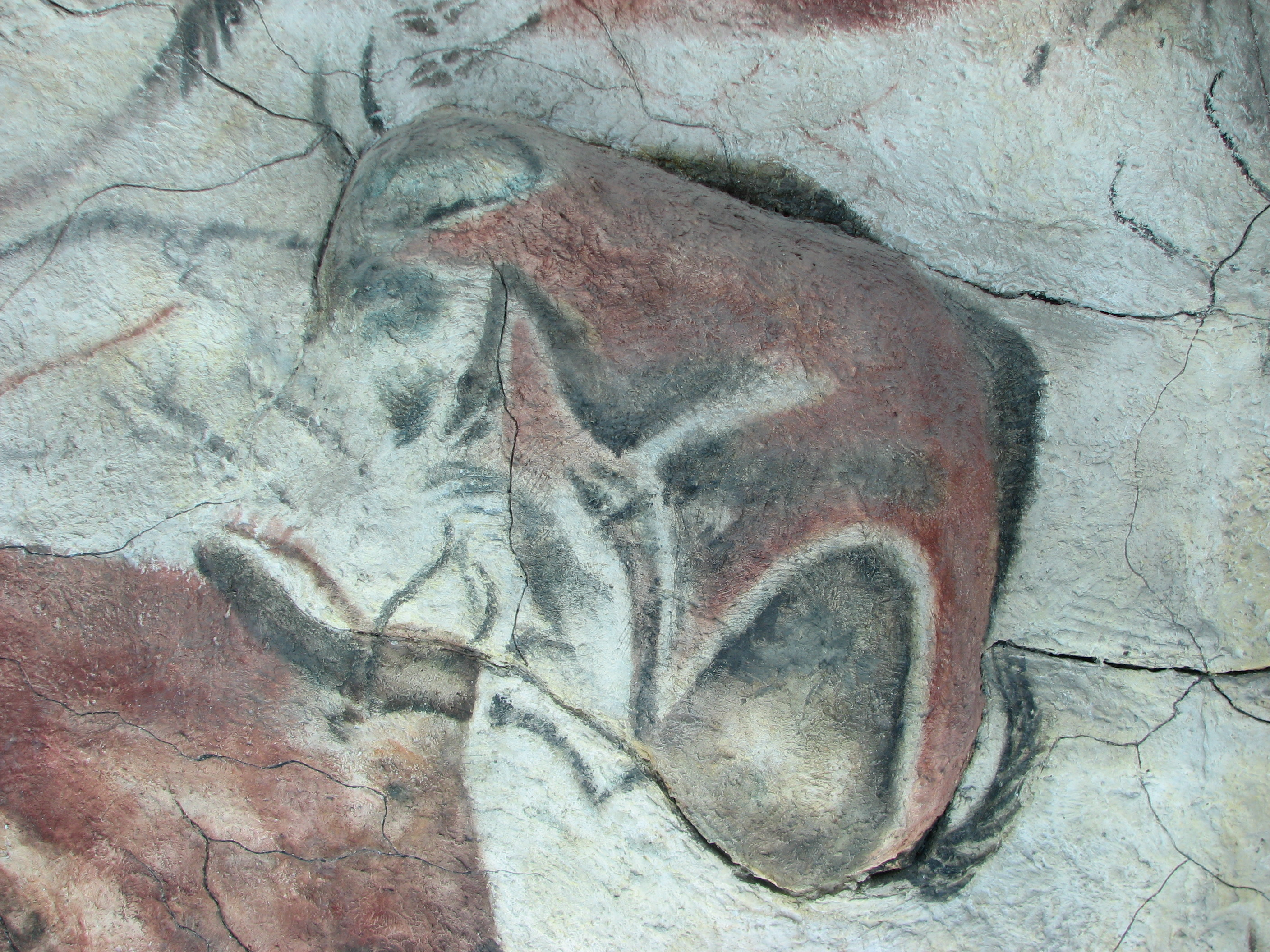
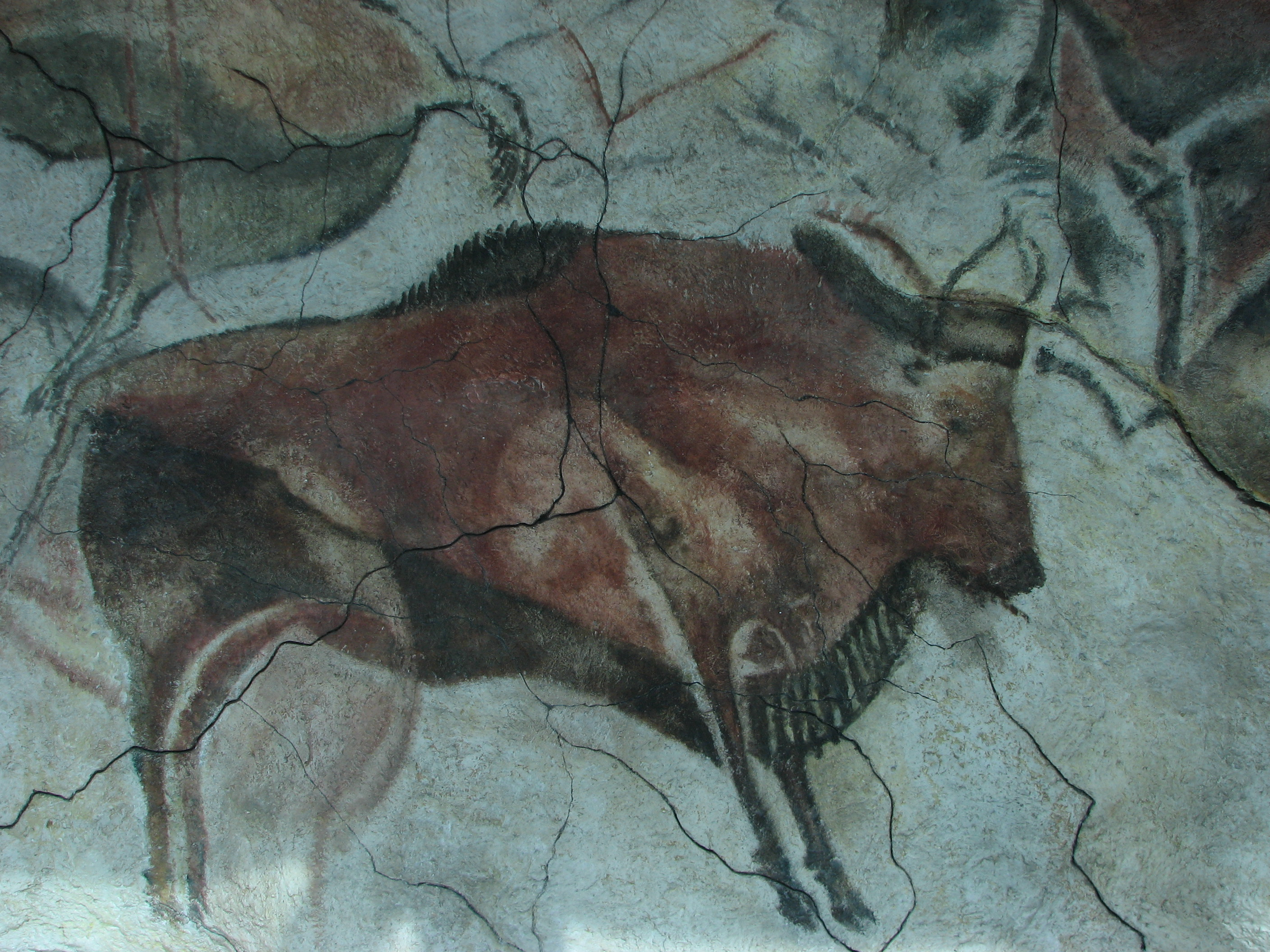
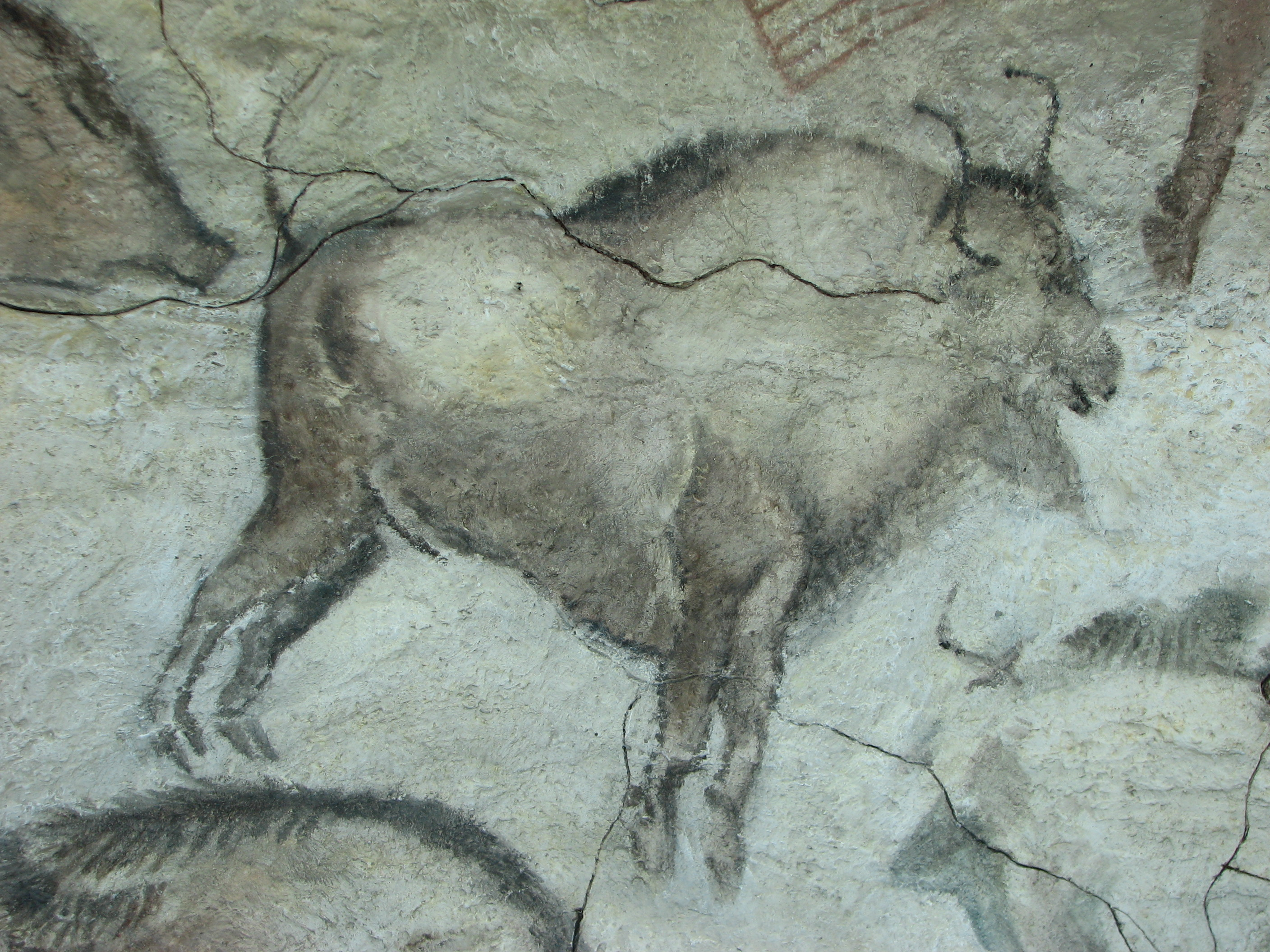
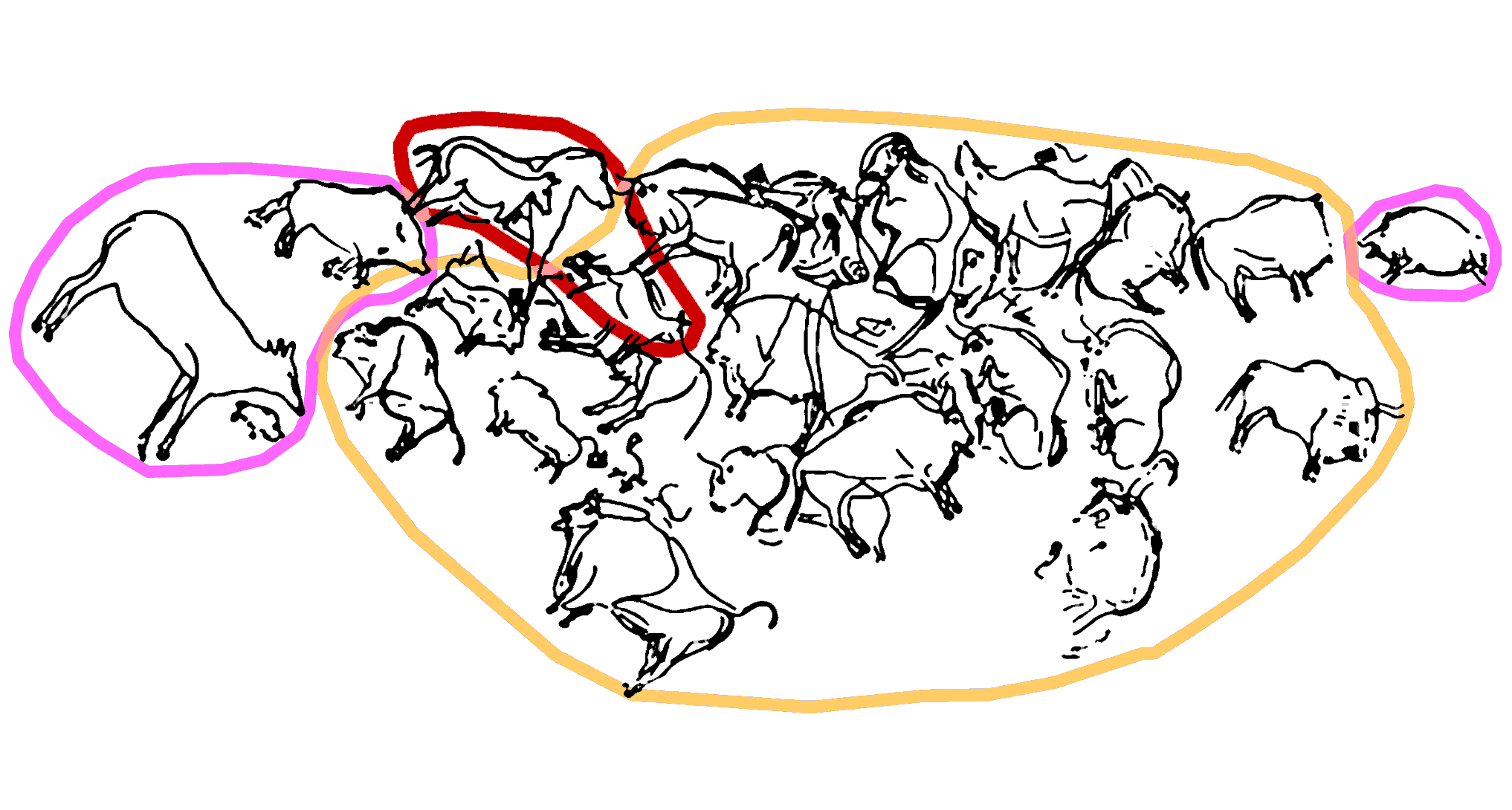
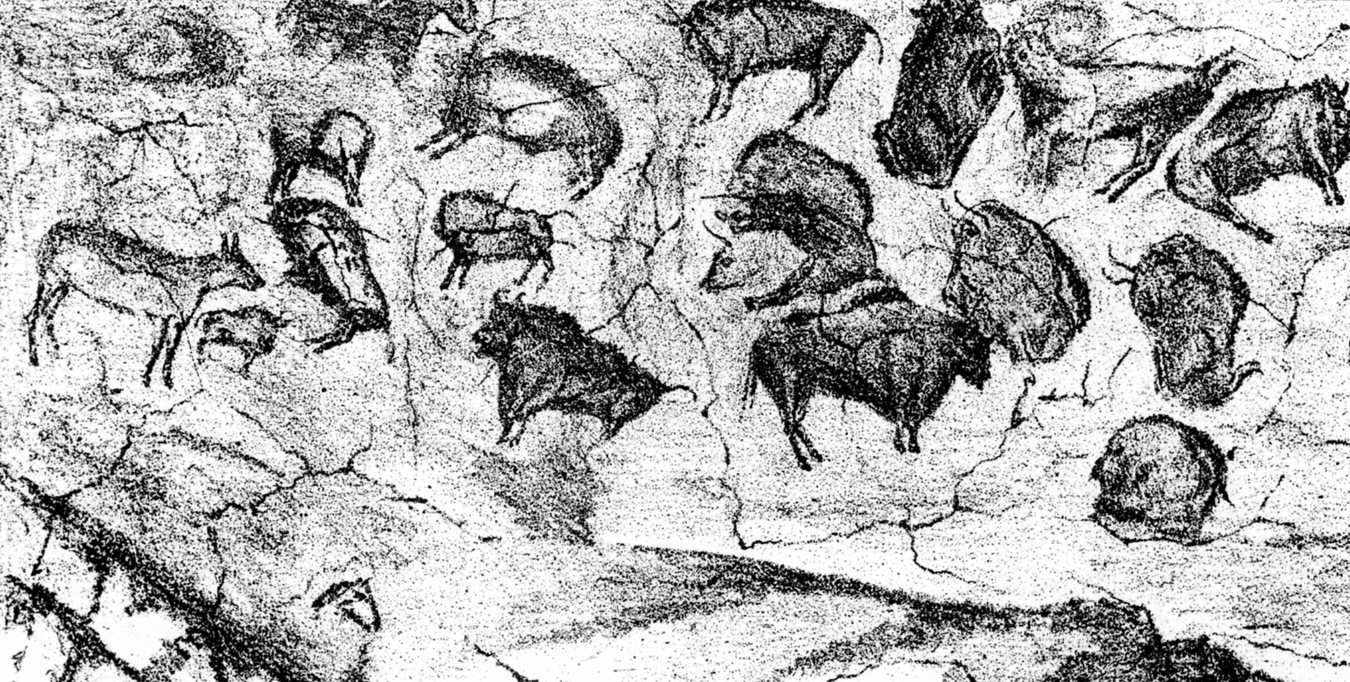